# Edderskønne edderkopper
Edderskønne edderkopper er en dansk dokumentarserie fra 2018 instrueret af Adam Schmedes, der omhandler edderkopper. Hvert af de fem afsnit tager omkring syv minutter.
Edderkopper er en af udviklingens mest succesfulde dyregrupper. Der er flere hundrede eller tusinder i hver en have. De er dygtige specialister på hver sit område og gemmer på mange overraskende hemmeligheder. I hvert afsnit følges nogle få individer af én art af edderkopper.

## Afsnit
| # | Titel               | Første sendedag |
| --- | ------------------- | --------------- |
| 1 | "Springedderkoppen" |                 |
| Springedderkoppen er den klogeste blandt edderkopperne. Han ser rigtig godt og kan genkende billedet af andre springedderkopper. Hver morgen solbader han og fanger insekter på sin vanlige sten. En dag dukker der en anden han, en rival, op på stenen, som han må jage væk. Bagefter sker der noget virkelig mystisk; en kæmpehan dukker op, større end alle andre. Kan han også jage ham væk?    |                     |                 |
| 2 | "Spytteedderkoppen" |                 |
| Spytteedderkoppen, der bor nede under gæstehuset, sover om dagen og jager om natten. Til det har den udviklet nogle helt særlige egenskaber. En hun bliver indfanget og studeret i et syltetøjsglas. Det er en frygtelig oplevelse, der næsten tager livet af hende. I løbet af natten afslører hun sine særlige evner.                                                                              |                     |                 |
| 3 | "Korsedderkoppen"   |                 |
| Korsedderkoppen er kendt for sit hvide kors. Men det hvide kors er slet ikke hvidt, det er gennemsigtigt, og det vi ser, er edderkoppelort. De smukke hjulspind kender vi alle. De bruges selvfølgelig til at fange bytte, men også til at parre sig i. Hannen spinder en kærlighedstråd, hvorpå hun og han mødes, men romantikken varer ikke længe, og så er det om at komme væk i en fart!         |                     |                 |
| 4 | "Vandedderkoppen"   |                 |
| Vandedderkoppen har fundet en virkelig smart måde at leve under vand på. Med en luftklokke hun selv spinder og fylder luft i. En anden særlig heldig edderkop bor i et forladt sneglehus, men hun har glemt at fortøje det til bunden, og da hun fylder luft i, sker der noget overraskende. Men i dag er også en sørgelig dag, for en af vandedderkopperne får sine ben i klemme i en muslingeskal. |                     |                 |
| 5 | "Hvepseedderkopper" |                 |
| Hvepseedderkoppen er ikke bare smuk, hun er også en sand kunstner. Hun har mange forskellige typer af spind, tilmed i flere farver. Hendes ægkokon er et rent mesterværk, bygget til at modstå alle vinterens vejrlig og pyntet efter alle kunstens regler. De små hvepseedderkoppeunger kan allerede fra deres første dag bruge spindet til noget helt eventyrligt.                                 |                     |                 |